# Полтавський тепловозоремонтний завод
49°34′59.0″ пн. ш. 34°35′59.9″ сх. д. / 49.583056° пн. ш. 34.599972° сх. д.
Публічне акціонерне товариство «Полтавський тепловозоремонтний завод» (ПФТС: PTRZ) — одне з найпотужніших ремонтних підприємств України, завод у місті Полтаві, який виконує ремонт тепловозів для потреб залізниць України, Білорусі, Росії, Азербайджану, країн Балтії, а також Польщі, Монголії та інших країн.

## Історія підприємства

### Паровозні майстерні (1871–1929)
Головні паровозні майстерні Харківсько-Миколаївської залізниці були відкриті в Полтаві 15 березня 1871 року на ділянці засипаного болота поруч з залізничним вокзалом. Майстерні призначались для одночасного поточного ремонту дев'яти паровозів і восьми вагонів. У 1874 році ремонт вагонів був переданий Крюківським майстерням, а Полтавські майстерні стали спеціалізуватися виключно на ремонті локомотивів.
Паровозні майстерні включали п'ять відділень. В паровозозбиральному відділенні одночасно розташовувались 23 паровози і 6 тендерів. Інші локомотиви ремонтувались на відкритих коліях.
В паровозозбиральному відділенні був двоповерховий будинок з приміщеннями начальника майстерень, креслярської, комори, лампової, малярні. Освітлювалося гасовими лампами.
У механічному відділенні мались приміщення майстра і комора для зберігання точильних каменів, а також прибудова для парової машини і котлів. Динамо-машина системи Сіменса забезпечувала змінним електричним струмом шість електричних свічок Яблочкова.
Ковальське відділення мало приміщення для зварювальної печі і печі для цементування сталевих деталей. Поруч з кузнею знаходилася мідноливарня, на другому поверсі якої була столярна майстерня, а на третьому — баки стаціонарного водопостачання.
Мались також котельня і медична частина. Рівень механізації був дуже низький. У 1879 році з засобів механізації мались тільки глагольний підйомний кран на колесах для робіт з бандажами, одна похила площина для розвантаження осей, гвинтові козли для підйому паровозів і легкі балочні крани для підйому коліс на токарні верстати.

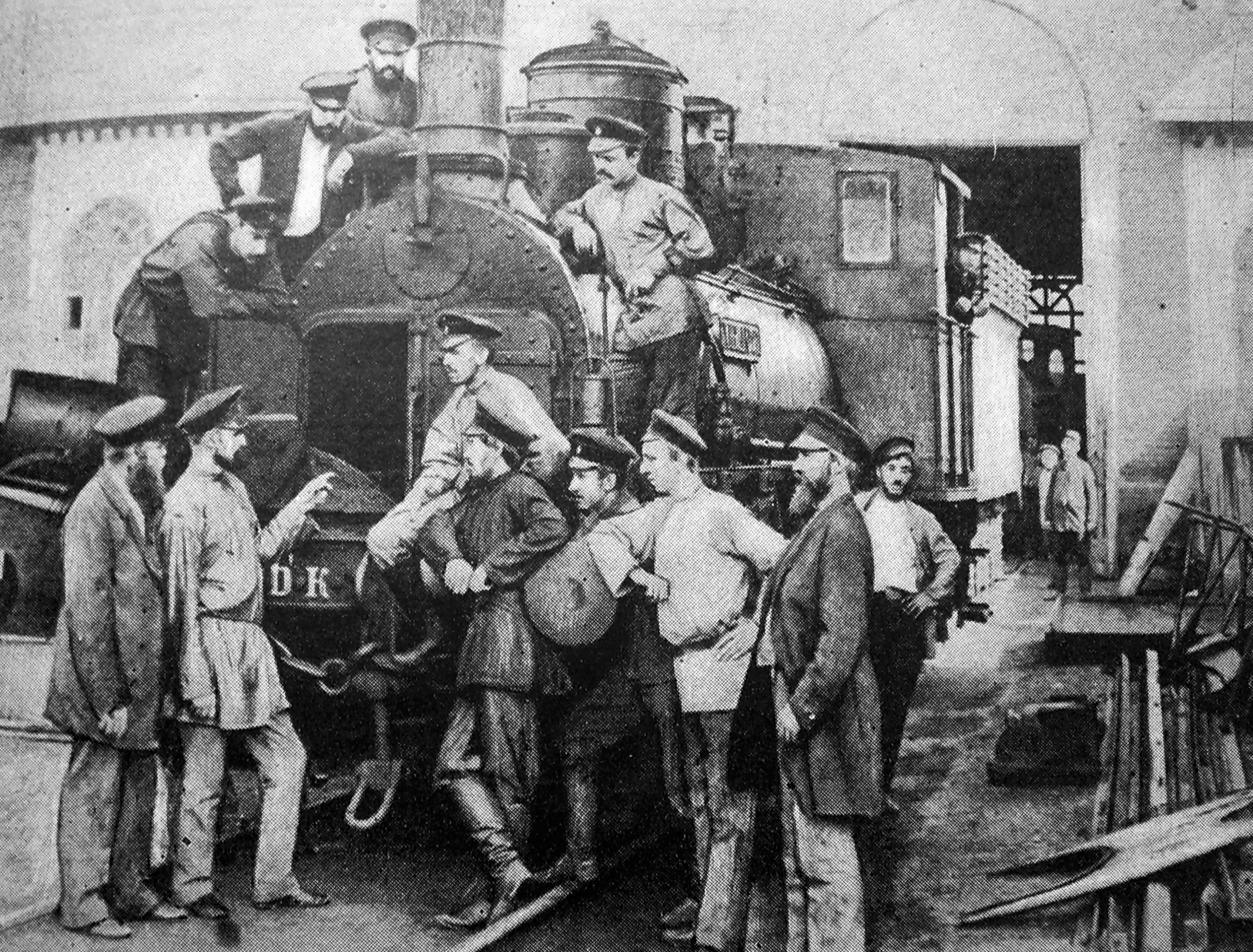
Біля воріт збирального цеху студенти Харківського технологічного інституту здають екзамени з ремонту паровоза (1889)

Ремонтувались паровози заводів Кеслера, Еврарда, Мальцева, Болдвіна, Коломенського, Шрейдера, Невського, Камсько-Воткінського, Струве. Капітальний ремонт локомотива тривав 100–190 днів.
Учасники виробничого процесу розділялись на постійних працівників і поденників. До першої категорії входили начальнгик майстерень (він же начальник депо), технік, сім майстрів, два кресляра, 16 старших рахувальників, табельників, конторників, кладівників, підручних майстрів, а також 16 машиністів, кочегарів, защувачів приводів, сторожів при майстернях і вагонних сараях. Поденники в свою чергу ділились на майстрових (слюсарі, ковалі, котельники, столярі) і робітників-чорноробів. більшість працівників мешкали в прилеглих селах, які згодом стали місцевостями Полтави — Залізничним, Ліском, Дублянщиною тощо.
У 1887 році виробнича площа підприємства була значно збільшена — створено деревообробне відділення, у збірному збільшена кількість стаєнь, в одній з них встановлено постійний домкрат для спуску в канаву осей з колесами. Застосування механізмів значно скоротило витрати на ремонт паровозів. Чисельність робітників у 1887 році складала 450 осіб.
Після Громадянської війни, у вересні 1920 року розпорядженням управління Південної залізниці при майстернях створена дворічна школа ремісницького учнівства, яка у 1922 році реорганізована у школу ФЗУ з чотирирічним терміном навчання. В майстернях школи ФЗУ здійснювався середній і капітальний ремонт локомотивів серій Ов і Е.
До 1924 року завершене будівництво залізобетонного паровозозбирального цеху, нових котельного і ремонтного цехів, побудовані заправочне депо, виварювальні ванни, бандажна. В механічному цеху добавилося арматурне відділення, в ливарному — допоміжні служби. Розширено електростанцію. В 1926 році розпочалося оновлення і поповнення технічного оснащення цехів. Майстерні отримали велику кількість імпортних верстатів, а також 6 великогабаритних верстатів радянського будівництва. Створений інструментальний цех. У збиральному цеху встановлені два мостові електричні крани вантажопідйомністю 50 тонн кожний і два малих по 3 тонни. В котельному цеху — два крани вантажопідйомністю 30 і 5 т. У ливарному цеху запущені нова мідноплавильна піч, дві варганки і 15-тонний мостовий кран. На територію майстерень проведено вузькоколійні транспортувальні колії. Простій локомотивів у цехах у 1926–1927 роках скоротився з 69,7 до 57,3 календарних днів. Із 1926 року підприємство виконувало переважно капітальний ремонт паровозів.

### Паровозоремонтний завод (1929–1963)
У 1929 році майстерні були перейменовані на паровозоремонтний завод (ПРЗ). Підприємство було повністю реконструйоване. В 1929/1930 році на ПРЗ було відремонтовано 240 локомотивів. Крім ремонту паровозів тринадцяти серій, завод розпочав випуск шнеків, елеваторів, асфальтних котлів і дорожніх котків, а також запчастин для тракторів. У 1930 році середній термін ремонту паровоза скоротився до 29,9 календарних днів. А в 1931 році запвод скоротив простій локомотивів в ремонті до 6,3 днів та здійснив ремонт 421 паровоза. Жоден паровозоремонтний завод СРСР не зміг досягти такого скорочення витрат робочої сили і середньої собівартості реставрації локомотивів як Полтавський.
1938 року на ППРЗ здійснювався ремонт потужних локомотивів типу ФД, ІС, СО.

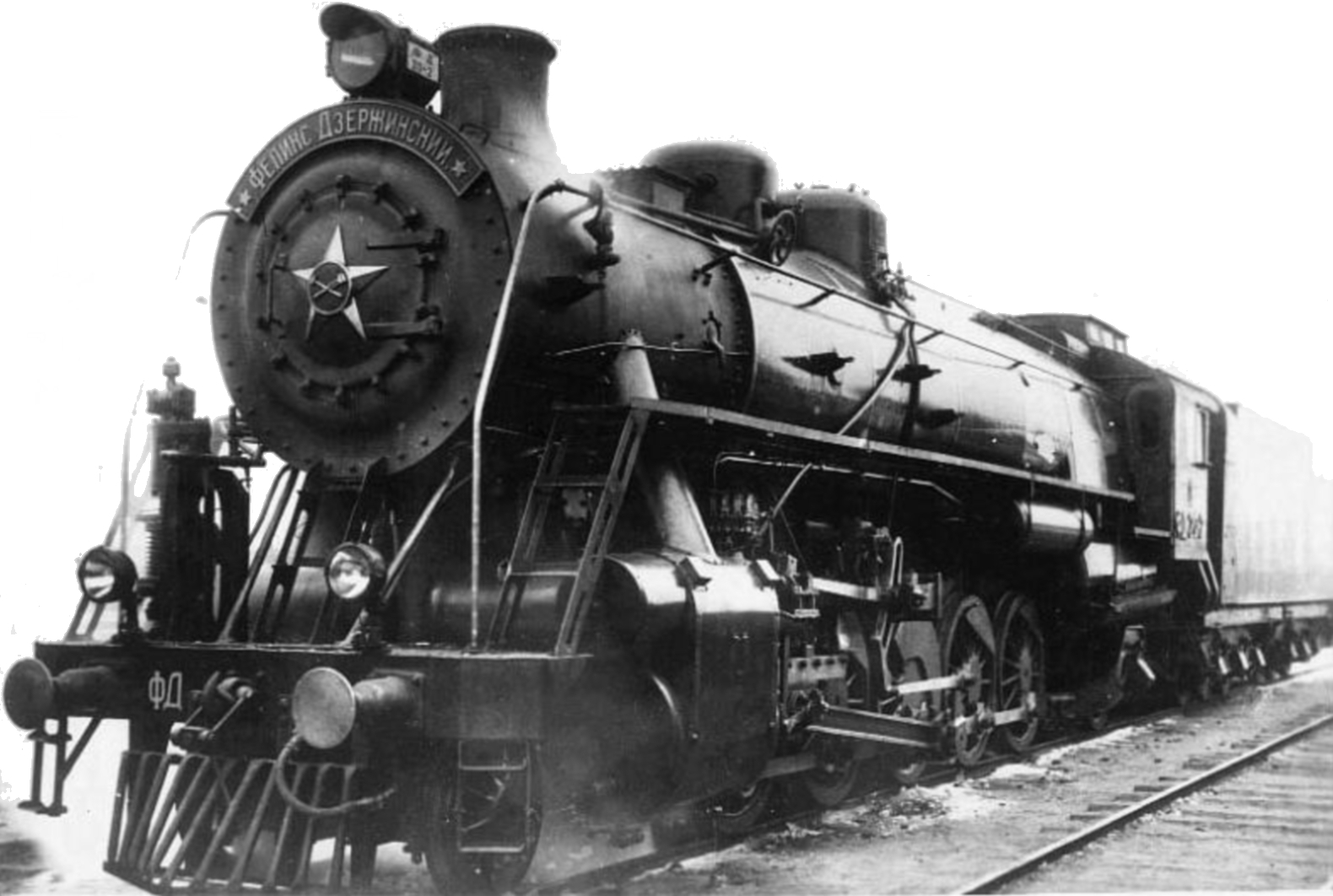
Паровоз ФД20-2

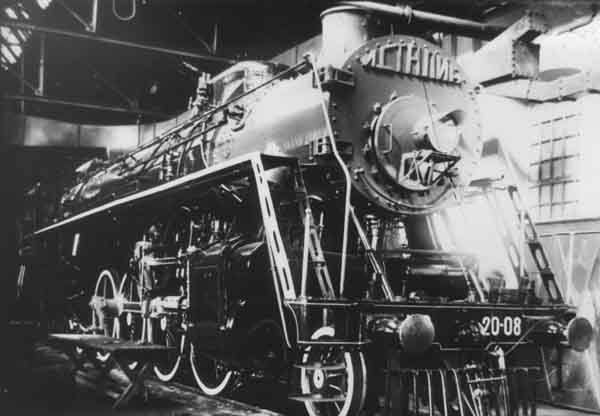
Паровоз ІС20-8

Під час Німецько-радянської війни завод одночасно з ремонтом локомотивів розпочав випуск оборонної продукції. В липні-серпні 1941 року на заводі був побудований бронепоїзд «Маршал Будьонний» оригінальної конструкції. Одночасно з липня 1941 року на заводі здійснювався демонтаж і евакуація обладнання. Протягом серпня-вересня з території заводу до Красноярська, на базу тамтешнього паровозовагоноремонтного заводу були вивезені усі верстати і матеріали, виїхало 547 робітників. 16-17 вересня, під час авіанальотів на Полтаву, були серйозно ушкоджені будинок заводоуправління, збиральний, котельний, тендерний, арматурний і транспортний цехи.
У 1943 році, під час відступу, німці спалили майже усі цехи: пожежею було знищено 98 і серйозно ушкоджено 47 будинків і споруд. Тим не менше, з жовтня розпочались роботи з відновлення заводу. У грудні 1943 завод здійснив перший ремонт локомотива — відремонтував паровоз фронтової паровозної колони № 24, а з 1 січня 1944 року розпочав планову роботу.
27 лютого 1944 року вийшло рішення Державного комітету оборони про відновлення Полтавського паровозоремонтного заводу. Автором проекту будівництва став харківський інженер Є. М. Мушкін. Будівельні і санітарно-технічні роботи здійснювала підрядна організація УВЗ-15. Перша черга заводу — реконструйований паровозозбиральний цех з механопригінним відділенням, тендерний, лінійний, механічний, колісний цехи, електростанція і деякі допоміжні об'єкти — була введена в експлуатацію в липні 1944.
Успішно справляючись з виробничою програмою, в серпні 1944 року ППРЗ зайняв друге місце у Всесоюзному соціалістичному змаганні і завоював перехідний Червоний прапор Народного комісаріату шляхів сполучення. У 1945 році завод досяг 73 відсотків довоєнного рівня випуску продукції.
Протягом 1946 року були повністю здані в експлуатацію ковальський, колісний, ремонтно-механічний цехи і киснева станція. У 1947 — тендерний, електромонтажний інструментальний цехи, допоміжний проліт збирального, трубне відділення котельного, парокотельня № 3 і мулярське відділення заправочного депо. Дала перший ток нова заводська електростанція. У 1948 році завод перевищив довоєнний рівень по валовій продукції на 45%, випуску паровозів — на 32,8%.
25 листопада 1949 року указом Президії Верховної Ради СРСР «за досягнуті успіхи з ремонту паровозів і виробництву запасних частин для залізниць» Полтавський паровозоремонтний завод Міністерства шляхів сполучення СРСР був нагороджений орденом Трудового Червоного Прапора. Іншим указом заводу було присвоєне ім'я радянського державного та партійного діяча Андрія Жданова.
1 січня 1954 року Державна комісія прийняла Полтавський ПРЗ: ремонтно-відновлювальні роботи на заводі були завершені. Підприємство не тільки досягло довоєнної потужності виробництва. а й первищило її. У 1953 році в порівнянні з 1940-м завод збільшив випуск валаової продукції на 82%, паровозів з ремонту — на 49%, поковки для залізниці — на 72%, чавунного лиття — на 41%, бронзового — майже вчетверо. ППРЗ мав найвищі показники з використання виробничих потужностей серед паровозоремонтних заводів СРСР.

### Тепловозоремонтний завод (1963–1994)
У 1960 році міністерство шляхів сполучень СРСР затвердило проектну документацію переходу Полтавського паровозоремонтного заводу на ремонт тепловозів.
Реконструкція підприємства здійснювалась за проектом Харківського проектного інституту «Трансзаводпроект». Роботи з будівництва нових і реконструкції існуючих цехів і виробничих дільниць розпочались на початку 1962 року. будівельні роботи велись без зупинки основного виробництва.

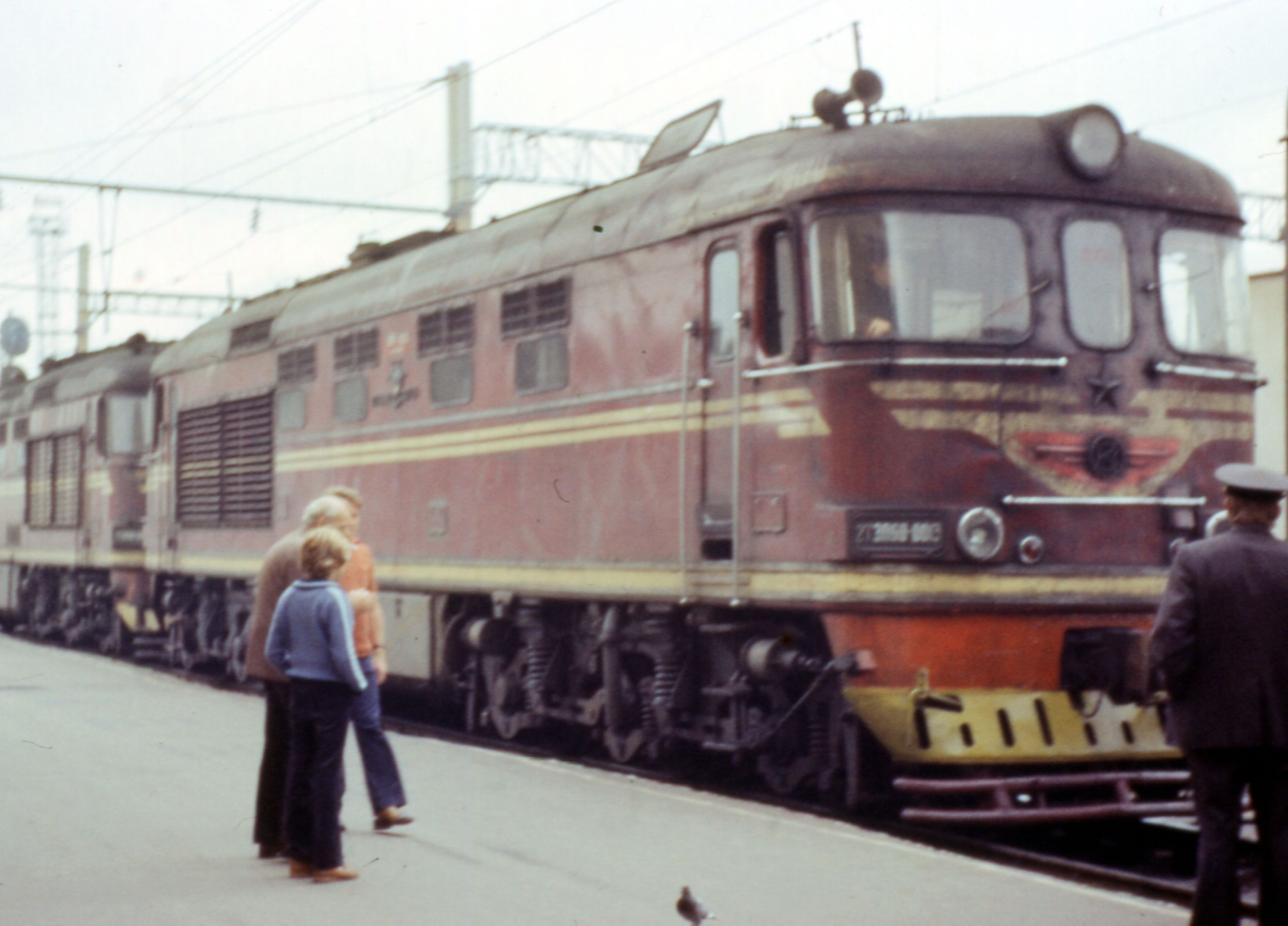
Тепловоз ТЕП60

25 листопада 1963 року на заводі відбувся мітинг присвячений здачі останнього відремонтованого паровоза СО-17-2717. Це був 16561 паровоз відремонтований на Полтавському ПРЗ. А 20 грудня того ж року колектив розпочав ремонт першого тепловоза серії ТЕ3.
У 1963 році завод отримав нову назву — Полтавський ордена Трудового Червоного Прапора тепловозоремонтний завод імені А. О. Жданова. Завод ремонтував тепловози ТЕ3, ТЕП60, ТЕП70, 2ТЕ116, М62. Крім того, завод випускає устаткування для ремонту вагонів і обладнання для станцій реостатних випробувань тепловозів. Продукція ПТРЗ користувалася великим попитом. До 1984 року заводом було відремонтовано понад 9 тисяч тепловозів серії ТЕ3. ПТРЗ був єдиним заводом СРСР, який здійснював ремонт пасажирського тепловоза ТЕП60 і виробництво запасних частин до нього. У 1967 році Головний комітет Виставки досягнень народного господарства СРСР нагородив завод дипломом 3 ступеня за розробку конструкції нового завантажувача криги в ізотермічні вагони.
В лютому 1968 року з Ташкента на ПТРЗ було перебазоване проектно-конструкторсько-технологічне бюро з ремонту тепловозів (ПКТБ), створене у 1958 році. ПКТБ ПТРЗ було неодноразово було учасником Виставки досягнень народного господарства СРСР, тричі отримувало почесні дипломи ВДНГ.
З 1973 року на підприємстві ремонтують магістральні універсальні тепловози серії М62. Ці локомотиви і сьогодні користуються попитом у ділових партнерів заводу.

## ПАТ «Тепловозоремонтний завод» сьогодні

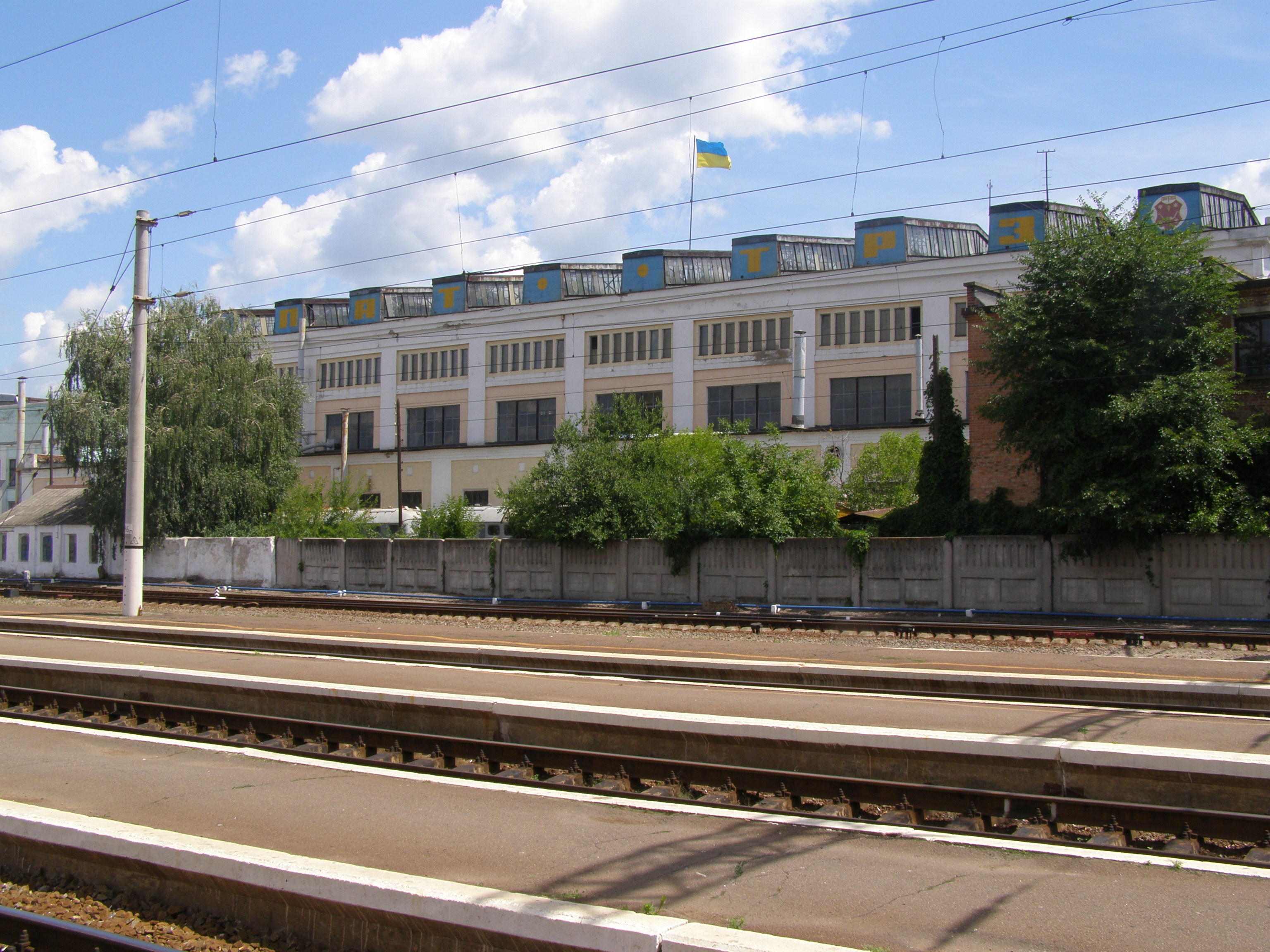
Механічний цех
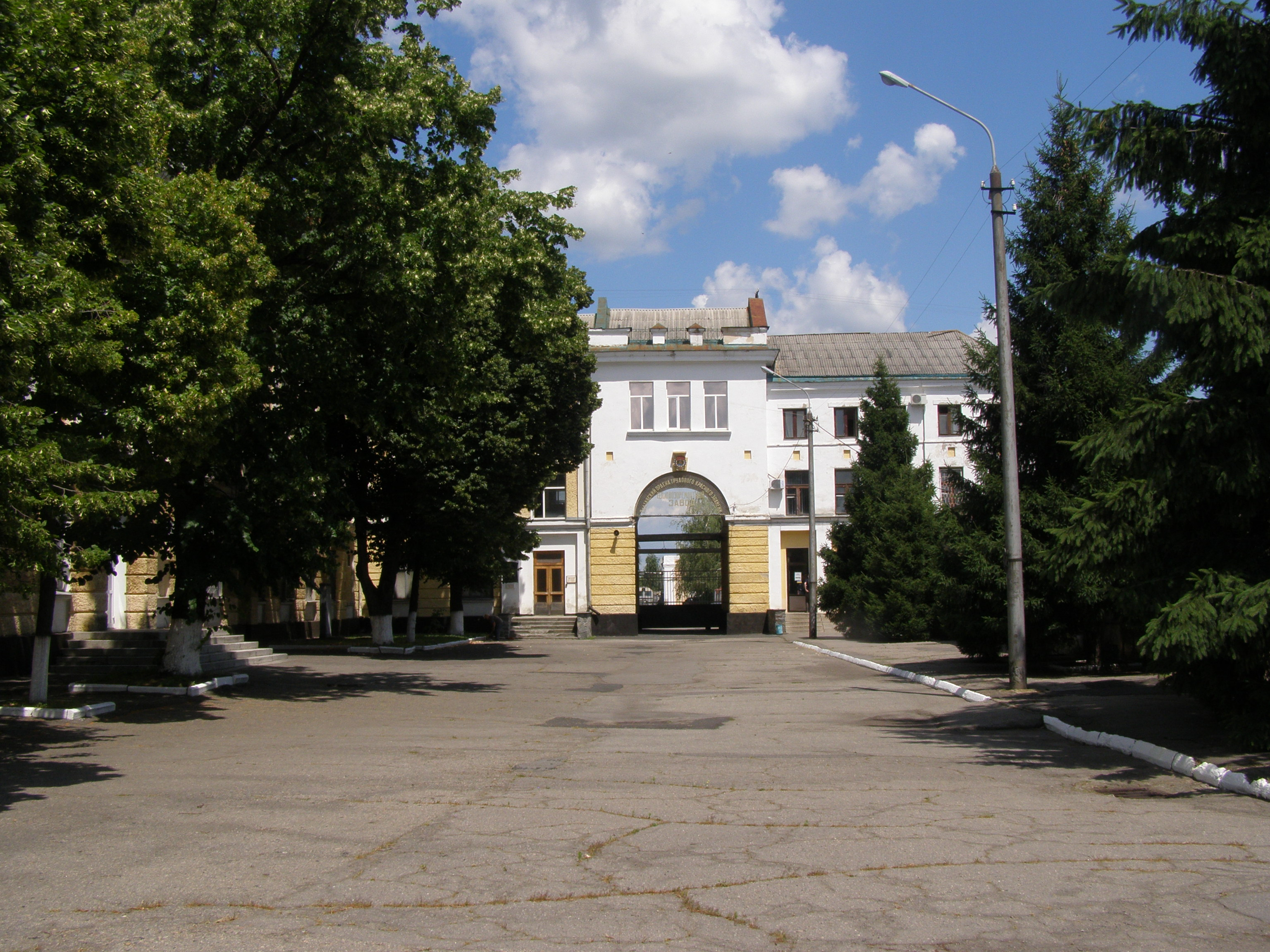
Центральна прохідна
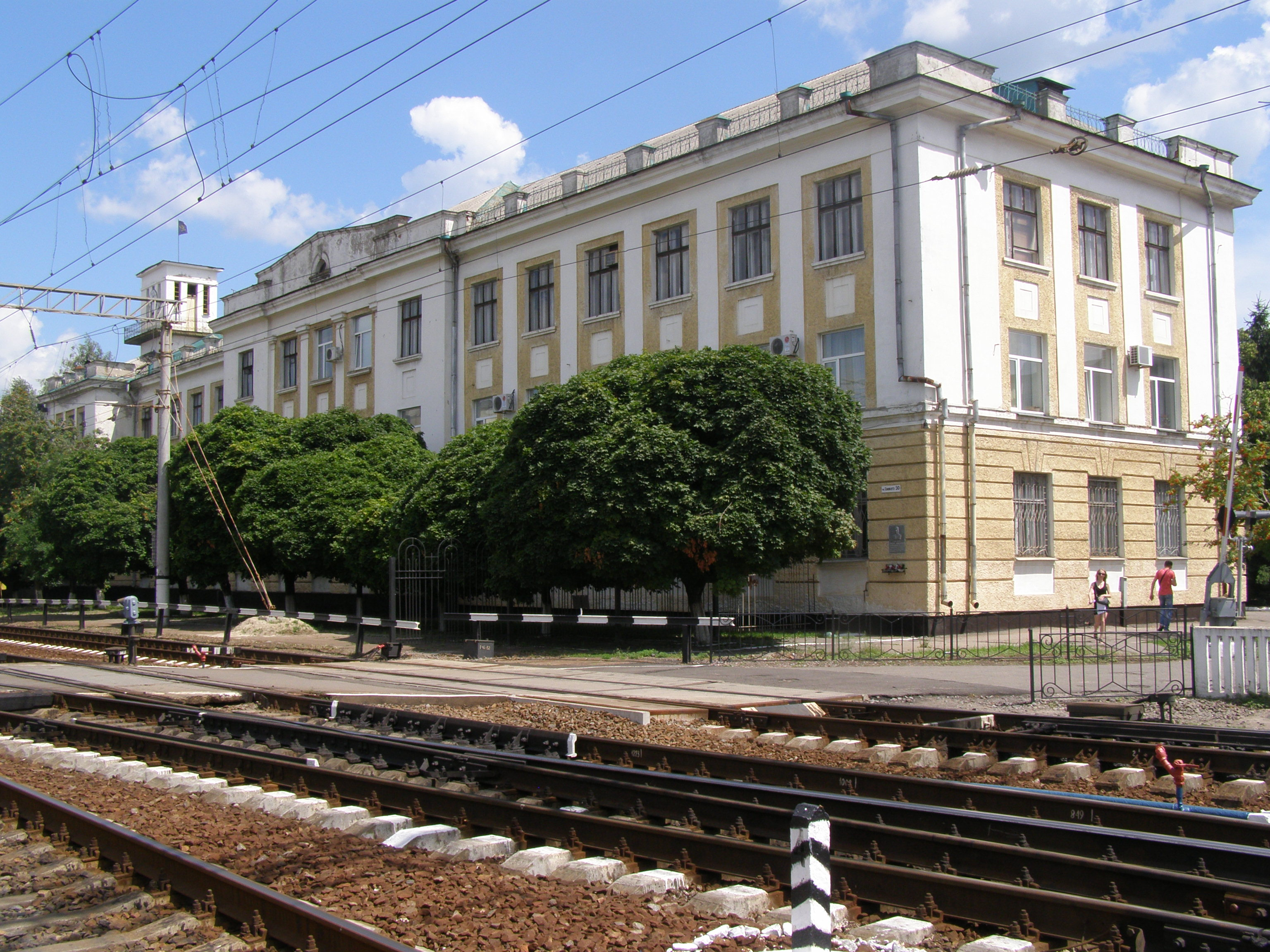
Заводоуправління

З 1 жовтня 1994 тепловозоремонтний завод — акціонерне товариство відкритого типу. Починаючи з 1997 року ПАТ ТРЗ освоєний ремонт принципово нових для підприємства серій тепловозів — пасажирського ТЕП70, вантажного 2ТЕ116, маневрових ТЕМ7 і ТГМ6. На заводі здійснюється комплексна модернізація, у тому числі із заміною силових установок, тепловозів ЧМЕ3, 2ТЕ10М, 2ТЕ10, 2М62, ТЕМ7. Ремонтуються вагоносповільнювачі для сортувальних гірок КВ-2 і КВ-3. Всього за роки існування підприємства відремонтовано близько 35 тисяч локомотивів різних типів. Один з пріоритетних напрямків діяльності підприємства — випуск запасних частин для тепловозоремонтного виробництва. На сьогодні освоєно виробництво понад 170 найменувань цієї продукції.
Трудові успіхи і досягнення заводчан неодноразово відзначалися високими нагородами. У 2002 році ВАТ «Тепловозоремонтний завод» нагороджений Дипломом лауреата Міжнародного рейтингу популярності та якості «Золота Фортуна». У 2004 році став переможцем у номінації «Підприємство поза конкуренцією» Національного експоцентру України, а також Міжнародного конкурсу «Золота торгова марка».
Завод має потужну виробничу і ремонтну базу, яка включає ливарний цех, цехи механічної обробки, гальванічну ділянку, лабораторії з калібрування лінійно-кутових засобів вимірювання і засобів вимірювальної техніки, інші підрозділи.
Спеціалізується на ремонті пасажирських тепловозів серії ТЕП70, універсальних магістральних тепловозів серії М62, вантажних 2ТЕ116, маневрових ТЕМ7, ТЕМ2, ТГМ6; комплексній модернізації тепловозів ЧМЕ3, 2ТЕ10М, 2ТЕ10, 2М62, ТЕМ7; виготовленні понад 300 найменувань тепловозних запасних частин тощо. Система якості ПАТ «ТРЗ» сертифікована у відповідності з міжнародними стандартами ISO 9001:2008.
Станом на 2007 рік 60% засобів виробництва ПТРЗ були зношені. При потужності заводу розрахованій на ремонт 800 дизелів по 60-70 секцій на місяць, завод ремонтував лише по 10 секцій. 13% виробництва заводу становить випуск запасних частин. Рентабельність виробництва — близько 10%. Головним замовником підприємства є «Укрзалізниця».
З 2007 року Полтавський ТРЗ розробив і впроваджує програму глибокої модернізації тепловозів у співпраці з відомими світовими фірмами General Electric, Zeppelin, Caterpillar. Модернізація на тепловозоремонтному заводі в Полтаві передбачає заміну дизелів тепловозів ЧМЕ3Р, 2ТЕ10М, М62 та інших типів на сучасні економічні двигуни, а також оновлення практично всього основного та допоміжного обладнання тепловоза. 12 вересня 2007 завершено модернізацію першого маневрового тепловоза ЧМЕ3 ЧМЕ3П-1744 з новою силовою установкою Коломенського заводу, дизель-генераторним агрегатом Zeppelin-Caterpillar для Донецької залізниці. 19-22 вересня того ж року модернізований тепловоз був презентований на Міжнародному салоні залізничної техніки і технологій «Експо 1520» в російському місті Щербинка. Модернізація тепловозів за даним проектом здійснюється для АК «Залізниці Якутії» (Росія) і Монгольської державної залізниці. Для «Залізниць Якутії» також здійснюється модернізація локомотивів 2ТЕ10МПGЕ за модернізаційним пакетом Superskid з дизелем 7FDL компанії General Electric. Капітальний ремонт з модернізацією маневровиків ТЕМ2 і ТЕМ7 з встановленням силового модуля MiniSkid компанії General Electric здійснюється для ВАТ «Азовсталь».
Досвід глибокої модернізації тепловозів ЧМЕ3 дозволив заводу у 2013 році розпочати випуск практично нового локомотива ЧМЕ3П «Полтава» розробленого спільно з CZ LOKO (Чехія) і ZOS Zvolen (Словаччина) із заміною всіх силових і допоміжних агрегатів. Перші шість тепловозів будуть випущені протягом 2013–2014 років для Одеської залізниці за замовленням корпорації «Техностандарт» (Київ).